# Ukraine International Airlines
A Ukraine International Airlines, ukrán nevén Mizsnarodnyi Avialinyiji Ukrajini, röviden MAU (cirill betűkkel: МАУ – Міжнародні Авіалінії України) ukrán nemzeti légitársaság. 1992-ben alapították állami légitársaságként. 2011-ben teljes mértékben privatizálták. A legnagyobb flottával és utasforgalommal rendelkező ukrajnai légitársaság. 42 repülőgéppel rendelkezik és több mint 70 célállomásra repül. A flotta gerincét 24 darab Boeing 737–800-as típusú repülőgép képezi. Belföldi és nemzetközi járatokat egyaránt üzemeltet. Bázisrepülőtere a Boriszpili nemzetközi repülőtér. További csomóponti repülőterei a Lviv-Danilo Halickij nemzetközi repülőtér és az Odesszai nemzetközi repülőtér.

## Flotta
A légitársaság repülőgép-flottája 2020. januári állapot szerint:
| Repülőgéptípus   | Üzemben álló gépek | Rendelés alatt lévő gépek | Ülésszám | Ülésszám | Ülésszám | Ülésszám | Megjegyzések |  |
| Repülőgéptípus   | Üzemben álló gépek | Rendelés alatt lévő gépek | B        | E+       | E        | Összesen | Megjegyzések |  |
| ---------------- | ------------------ | ------------------------- | -------- | -------- | -------- | -------- | ------------ |  |
| Boeing 737–800   | 24                 | —                         | —        | —        | 186      | 186      |              |  |
| Boeing 737 MAX 8 | —                  | 4                         | n/a      | n/a      | n/a      | n/a      |              |  |
| Boeing 737–900ER | 4                  | —                         | —        | —        | 189      | 189      |              |  |
| Boeing 737–900ER | 4                  | —                         | —        | —        | 215      | 215      |              |  |
| Boeing 767–300ER | 4                  | —                         | 12       | 38       | 211      | 261      |              |  |
| Boeing 777–200ER | 3                  | —                         | 21       | 16       | 324      | 361      |              |  |
| Embraer 190      | 5                  | —                         | 8        | —        | 96       | 104      |              |  |
| Embraer 195      | 2                  | —                         | —        | —        | 116      | 116      |              |  |
| Összesen         | 42                 | 4                         |          |          |          |          |              |  |

## Balesetek
2020. január 8-án a PS-752 számú járatot teljesítő, UR-PSR lajstromot viselő Boeing 737–800 típusú repülőgép nem sokkal a felszállás után lezuhant. A balesetben 167 fő utas és a 9 fős személyzet életét vesztette. A repülőgépet az iráni légvédelem lőtte le tévedésből egy Tor típusú légvédelmi rakétarendszerrel.